# 约翰·F·肯尼迪 (竞赛马)
约翰·F·肯尼迪（英語：John F Kennedy，2012年2月7日 - 2022年1月27日）是一匹已故爱尔兰纯种马，生前生活在阿根廷。他在初赛中即败北，但在后来的两场比赛中获胜（少年草坪锦标赛），结果证明这是他赛马生涯中的最后一胜。尽管没有比赛记录，但它在2014年底成为2015年葉森打吡大賽的热门马种之一。
约翰·F·肯尼迪的父马是伽利略的祖父，他的母亲是两次在第一组获胜的雌马隆普斯蒂尔斯金。 它是2014年约克郡橡树赛冠军Tapestry的血缘兄弟。他是丹山和伽利略生出的最好的一匹种马，这对马还生出范高爾、罗德里克·奥康纳和特奥菲洛。他以美国第35任总统约翰·肯尼迪的名字定名。

## 赛马生涯
约翰·F·肯尼迪在莱帕兹敦赛马场举行的一英里处女赛开始了它的首战。肯尼迪开始对最喜欢的人进行赔率，但在约瑟夫·奥布莱恩的吉姆博尔格训练的名人堂以2.5的差距败北。然后肯尼迪在库拉格赛马场以4.5扳回一局。尽管进入了赛马站奖杯，但他在2014年的最后一次首发还是在莱帕兹敦少年草坪锦标赛中击溃东印度马厩。
2015年初，约翰·F·肯尼迪在4月12日在莱帕兹敦赛马场举行的3级巴利萨克斯锦标赛上首次亮相前夕，一直是打吡賽中的热门马种。他放出四分之一的热情，但在胜利日和扎菲拉尼之后的三名选手中排倒数第一，以10.5的差距失败。5月14日，他参加了在约克赛马场举行的但丁锦标赛的第2组比赛，并在七名参赛者中排名被金角湾击败。赛后，练马师艾丹·奥布莱恩表示，他不会派约翰·F·肯尼迪参与打吡賽。约翰·F·肯尼迪参与的下一场赛事是9月12日在豹镇赛马场举行的第3组毕马威企业股权赛 ，在那里他被“迷人岩石”击败，只获第三。
在2016年赛季前夕，约翰·F·肯尼迪被一群阿根廷饲养员收购并转移到加州。他于5月15日在圣塔安妮塔公园参加了一项非强制津贴赛，在八名赛跑者中排名第七，最终在阿根廷退役成为一匹种马。

## 退休之后
迄2021年，他生活在阿根廷布宜诺斯艾利斯的哈拉斯·阿博伦戈。他的后代包括2020年在卡洛斯佩莱格里尼大奖赛斩获冠军的“酷天”。
肯尼迪最终因起臥症于2022年1月27日在哈拉斯·阿博伦戈去世。

## 谱系
| 父線：鞍匠井系（北地舞人系）                                                                                              |                              |            |               |
| 種馬 天文學家（爱尔兰） 1998                                                                                              | 鞍匠井 （美国） 1981         | 北方舞人   | 新北极        |
| 種馬 天文學家（爱尔兰） 1998                                                                                              | 鞍匠井 （美国） 1981         | 北方舞人   | 纳塔尔玛      |
| 種馬 天文學家（爱尔兰） 1998                                                                                              | 鞍匠井 （美国） 1981         | 仙女桥     | 大胆理据      |
| 種馬 天文學家（爱尔兰） 1998                                                                                              | 鞍匠井 （美国） 1981         | 仙女桥     | 特种          |
| 種馬 天文學家（爱尔兰） 1998                                                                                              | 乌尔班·海洋（美国） ch. 1989 | 米斯瓦基   | Mr Prospector |
| 種馬 天文學家（爱尔兰） 1998                                                                                              | 乌尔班·海洋（美国） ch. 1989 | 米斯瓦基   | 霍普斯        |
| 種馬 天文學家（爱尔兰） 1998                                                                                              | 乌尔班·海洋（美国） ch. 1989 | 阿莱格雷塔 | 隆巴德        |
| 種馬 天文學家（爱尔兰） 1998                                                                                              | 乌尔班·海洋（美国） ch. 1989 | 阿莱格雷塔 | 阿纳特夫卡    |
| 繁殖雌馬 隆普斯蒂尔斯金（爱尔兰） 2003                                                                                    | 戴内希尔（美国） 1986        | 格但斯克   | 北方舞者      |
| 繁殖雌馬 隆普斯蒂尔斯金（爱尔兰） 2003                                                                                    | 戴内希尔（美国） 1986        | 格但斯克   | 帕斯德诺姆    |
| 繁殖雌馬 隆普斯蒂尔斯金（爱尔兰） 2003                                                                                    | 戴内希尔（美国） 1986        | 雷扎纳     | 陛下          |
| 繁殖雌馬 隆普斯蒂尔斯金（爱尔兰） 2003                                                                                    | 戴内希尔（美国） 1986        | 雷扎纳     | 斯普林阿迪厄  |
| 繁殖雌馬 隆普斯蒂尔斯金（爱尔兰） 2003                                                                                    | 莫涅瓦西亚（美国） 1994      | 探矿者先生 | 培养本地人    |
| 繁殖雌馬 隆普斯蒂尔斯金（爱尔兰） 2003                                                                                    | 莫涅瓦西亚（美国） 1994      | 探矿者先生 | 淘金者        |
| 繁殖雌馬 隆普斯蒂尔斯金（爱尔兰） 2003                                                                                    | 莫涅瓦西亚（美国） 1994      | 米斯克     | 努里耶夫      |
| 繁殖雌馬 隆普斯蒂尔斯金（爱尔兰） 2003                                                                                    | 莫涅瓦西亚（美国） 1994      | 米斯克     | 帕萨多布尔    |
| 雌系：Miesque系（號族：20）                                                                                               |                              |            |               |
| 五代內近親交配：北地舞人 3 x 4 x 5、淘金者 4 x 3、Natalma 4 x 5 x 5、Special 4 x 5、Native Dancer 5 x 5、Buckpasser 5 x 5 |                              |            |               |